# Ботаномика
Ботаномика (англ. Bothanomics) — название программы экономических реформ государственного президента ЮАР Питера Виллема Бота, который объявил их во время своего выступления 5 февраля 1988 года в парламенте в Кейптауне.
Меры были ответом на тяжёлый экономический кризис поразивший ЮАР в конце восьмидесятых и предусматривают:
- введение налога на добавленную стоимость (BTW) которая заменила генеральный налог с продаж (AVB);
- централизация государственных финансов;
- приватизация государственных компаний таких как Elektrisiteitsvoorsieningskommissie (Eskom), Suid-Afrikaanse Vervoerdienste (SAVD), Pos en Telekommunikasie (P&T), производитель стали Yster- en Staalkorporasie (Yskor) и ряд дорог;
- более эффективное управление государственными финансами, сокращение госрасходов и погашение государственного долга (для этого использовалась выручка от приватизации);
- поощрение и развитие инфраструктурных проектов и учреждений, малых предприятий в развивающихся регионах;
- дерегулирование в пользу чернокожих предпринимателей;
- замораживание заработной платы госслужащих для борьбы с инфляцией;
- экономия расходов на социальное обеспечение и снижение уровня некоторых государственных услуг.